# うみにん
うみにん（uminin）は、メサイヤのゲームで度々登場する隠しキャラクター。およびマスコット。

## 概要
ほくそ笑み系マスコットキャラクター。
メサイヤ（日本コンピュータシステム）のゲーム『改造町人シュビビンマン3 -異界のプリンセス-』（1992年）に登場した隠しキャラ。同作はマル勝PCエンジンとタイアップして読者投稿コーナーをゲーム内に収録しており、うみにんも読者投稿からの採用。
その後、超兄貴シリーズに毎作登場するようになった。ラングリッサーシリーズにも超兄貴のキャラと共にゲスト出演する。
2000年6月にキャラクター商品の本格的な展開を開始した。「たれぱんだ」や「こげぱん」などの当時ブームになっていた癒し系キャラクターやムヒョキャラの流れに乗った形で人気キャラクターとなる。
2000年10月には「うみにん」(青)の兄弟、「やまにん」(緑)と「たににん」(桃)が登場。さらには、「ふじにん」(オレンジ)、「ゆきにん」(白)など、色違いでバリエーションが増えていた。
2002年にフジテレビの公式サイトに登場。その後もキャラクターが数々のイベントなどで採用され、独自の人気を得る事となった。また、日本コンピュータシステムがゲーム産業から撤退してからも、ライセンス事業で利用されている。
2007年（平成19年）より株式会社エクストリーム（extreme）がメサイヤブランド著作物の利用について契約及び商品化権等における代理店契約を締結。
2013年、うみにん公式サイトがオープンし、新デザインになったうみにんが発表される。また、「もくにん」「ねこにん」「おでんにん」等、新種も続々と追加されている。

## 特徴
うみにん
海から生まれた謎の生物。青色の一般的なうみにん。
基本的に何も喋らないが時々「フッ…」とほくそえむ。見つけたら縁起がいいという噂がある。水中だけでなく、陸や空にも出没し、海中のミネラルを養分にしている。風や海流などがあると飛行・浮遊ができるが、飛ばされることもある。
やまにん
山から生まれた緑色のやまにん。
たににん
谷から生まれた桃色のたににん。たににんに性別があるかは不明だが、女性として扱われる事が多い。
ゆきにん
雪から生まれた白色のゆきにん。
うみにんブラック
深海から生まれた黒色のうみにん。
人間界にも姿を現すが、人間には滅多に見つからない。
ふじにん
DNAの突然変異でお台場から生まれた橙色のふじにん。
フジテレビのキャラクター。

## 登場作品

### ゲーム
- 1992年02月28日 PCエンジン 『改造町人シュビビンマン3 -異界のプリンセス-』 - 初出作品。隠れキャラクターで登場。
- 超兄貴シリーズ
  - 1992年12月25日 PCエンジン 『超兄貴』
  - 1995年2月24日 PCエンジン 『愛・超兄貴』
  - 1995年9月22日 スーパーファミコン 『超兄貴 爆烈乱闘篇』
  - 1995年12月29日 PlayStation 『超兄貴〜究極無敵銀河最強男〜』
  - 2000年2月10日 ワンダースワン 『超兄貴 男の魂札』
  - 2003年10月30日 PlayStation 2 『超兄貴〜聖なるプロテイン伝説〜』
  - 2009年3月19日 PlayStation Portable 『零・超兄貴』
- ラングリッサーシリーズ - 超兄貴のキャラクターが登場する隠しステージにて様々な形で登場するのが恒例になっている。
  - 1995年6月30日 スーパーファミコン 『デア ラングリッサー』 - 「筋肉の神殿」にうみにんの像が立っている。
  - 1996年10月18日 セガサターン 『ラングリッサーIII』 -  建物全体の構造がうみにんの形になっている「うみにんジム」に登場、ジムの女王様になることでプレイヤーもうみにんを傭兵として雇用できる。
  - 1997年8月1日 セガサターン 『ラングリッサーIV』
  - 1998年6月18日 セガサターン 『ラングリッサーV』 - 隠しステージのうみにん売り場で、うみにんノーマル(青色のうみにん)、不死身うみにん(黄色のうみにん)、うみにんアタッカー(黒色のうみみん)、高速うみにん、の4種類の中から雇用できる。
  - 2000年3月9日 ワンダースワン 『ラングリッサーミレニアムWS THE LAST CENTURY』
  - 2012年7月18日 ブラウザゲーム 『ラングリッサー トライソード』
- うみにん
  - 2003年11月21日 GVA 『パズにん ?うみにんのパズルでにむ?(メトロ・スリーディージャパン)』ではうみにんが主役となり、「うみにん」「やまにん」「たににん」が登場する。
  - 2013年12月19日 スマホアプリ「つみにん ～うみにん大サーカス～」内で登場。
- その他
  - 2008年9月1日運営開始 『桃色大戦ぱいろん』のゲーム内でうみにんが登場。

### 書籍
- 超兄貴
  - 漫画 田丸浩史 『超兄貴』
  - 小説 三浦徹也 『超兄貴』
- うみにん
  - 2000年12月 『うみにん―うみ・やま・たにの物語(うみにん研究会)』うみにん解説本。本の裏にすごろくがついている。
  - 2001年07月 『うみにん―こんなとこにもいるみたい(うみにん研究会)』うみにん解説本。
  - 2002年07月 『うみにんコミック ほくそえみ4コマ(ソニーマガジンズ)』